# Джанкшен (Іллінойс)
Джанкшен (англ. Junction) — селище (англ. village) в США, в окрузі Ґаллатін штату Іллінойс. Населення — 56 осіб (2020).

## Географія
Джанкшен розташований за координатами 37°43′16″ пн. ш. 88°14′36″ зх. д. / 37.72111° пн. ш. 88.24333° зх. д. (37.721013, -88.243409).  За даними Бюро перепису населення США в 2010 році селище мало площу 2,28 км², з яких 2,27 км² — суходіл та 0,01 км² — водойми.

## Демографія
Згідно з переписом 2010 року, у селищі мешкало 129 осіб у 60 домогосподарствах у складі 36 родин. Густота населення становила 57 осіб/км².  Було 67 помешкань (29/км²).
Расовий склад населення:
| - 99,2 % — білих |

До двох чи більше рас належало 0,0 %. Частка іспаномовних становила 3,1 % від усіх жителів.
За віковим діапазоном населення розподілялося таким чином: 20,9 % — особи молодші 18 років, 59,7 % — особи у віці 18—64 років, 19,4 % — особи у віці 65 років та старші. Медіана віку мешканця становила 40,5 року. На 100 осіб жіночої статі у селищі припадало 104,8 чоловіків;  на 100 жінок у віці від 18 років та старших — 96,2 чоловіків також старших 18 років.
Середній дохід на одне домашнє господарство  становив 51 156 доларів США (медіана — 41 875), а середній дохід на одну сім'ю — 59 512 долари (медіана — 67 813). За межею бідності перебувало 0,9 % осіб, у тому числі 0,0 % дітей у віці до 18 років та 0,0 % осіб у віці 65 років та старших.
Цивільне працевлаштоване населення становило 55 осіб. Основні галузі зайнятості: освіта, охорона здоров'я та соціальна допомога — 30,9 %, транспорт — 18,2 %, роздрібна торгівля — 16,4 %.